# 1001

## Събития
- Английският крал Едуард Мъченика е канонизиран.
- Френският крал Робер II се жени за трети път.
- Царят на кхмерите Джаяварман V е наследен от Удаядитяварман I и/или Суряварман I.
- Император Василий II Българоубиец започва война за покоряване на България.

## Родени
- Никифор III, византийски император (1078 – 1081)
- Годуин, граф на Уесекс (приблизителна година)
- Петър II Делян, български цар
- Петър Делян, български цар

## Починали
- Хросвита от Гандершейм, германски драматург